# Borinka
Borinka (bis 1948 slowakisch „Pajštún“, bis 1927 auch „Kvetov“; deutsch Ballenstein, auch Pallenstein oder Paulenstein, ungarisch Pozsonyborostyánkő – bis 1895 Borostyánkő) ist eine Gemeinde in der westlichen Slowakei mit 904 Einwohnern (Stand 31. Dezember 2024).

## Geographie

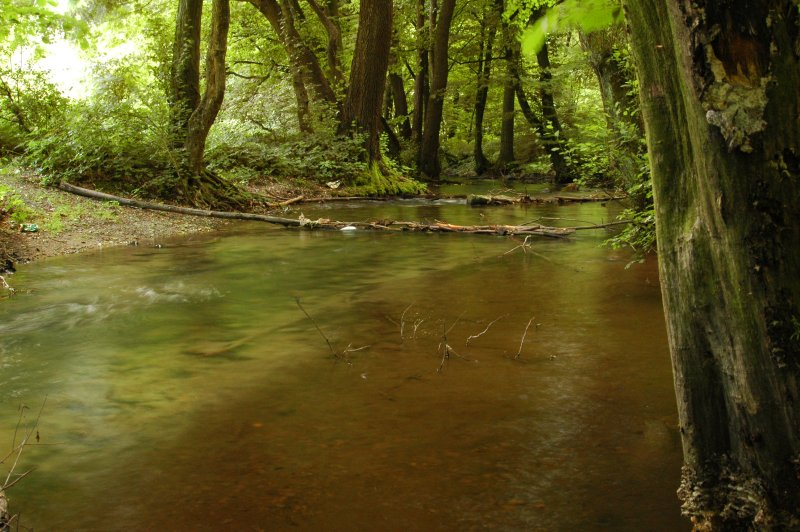
Stupavský potok

Der Ort, welcher früher slowakisch auch Stupavský Podzámok genannt wurde, liegt in den Kleinen Karpaten in der Landschaft Záhorie, in einem zwischen zwei Gebirgsstöcken eingekeilten Tal des Bachs Stupavský potok, rund 5 km östlich von Stupava und etwa 20 km von der Hauptstadt Bratislava entfernt. Manche Bratislavaer haben hier oder in der Umgebung ihre Datsche (slow. chata).
Zur Gemeinde zählen neben dem Hauptort auch noch Vačková.
Nachbargemeinden sind Stupava im Westen und Norden, Lozorno im Nordosten, Svätý Jur im Osten, Bratislava (Stadtteil Záhorská Bystrica) im Süden und Marianka im Südwesten.

## Geschichte

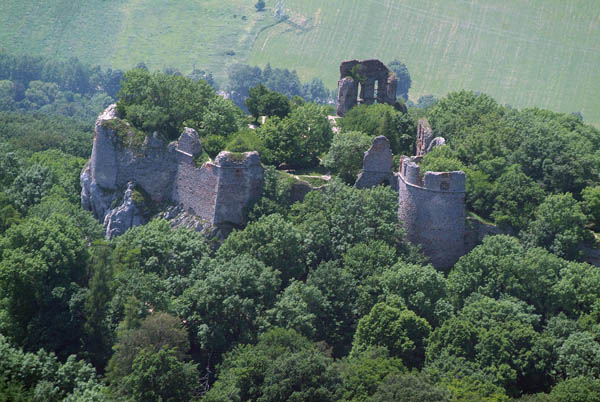
Burg Ballenstein oberhalb von Borinka

Der Ort wurde 1314 zum ersten Mal als Pelystan erwähnt und entwickelte sich aus einer Siedlung unterhalb der unmittelbar nördlich auf einem knapp 500 m n.m. hohen Rücken gelegenen Burg Ballenstein (slowakisch Pajštún). Das Dorf war Sitz des Herrschaftsguts Ballenstein, das allerdings im 17. Jahrhundert nach Stampfen (heute Stupava) umzog. Die im 18. Jahrhundert abgebrannte Burg wurde 1810 durch napoleonische Truppen geschleift. 1828 zählte man 98 Häuser und 698 Einwohner, die als Hersteller von Besen und Holzgeschirr, Kalkbrenner, Köhler und Landwirte beschäftigt waren. Dazu gab es bis 1918 eine Pulvermühle, weiter eine Papierfabrik und Kupferhammerwerk.
Bis 1918 gehörte der im Komitat Pressburg liegende Ort zum Königreich Ungarn, kam danach zur Tschechoslowakei beziehungsweise heute Slowakei.

### Kupferhammerwerk

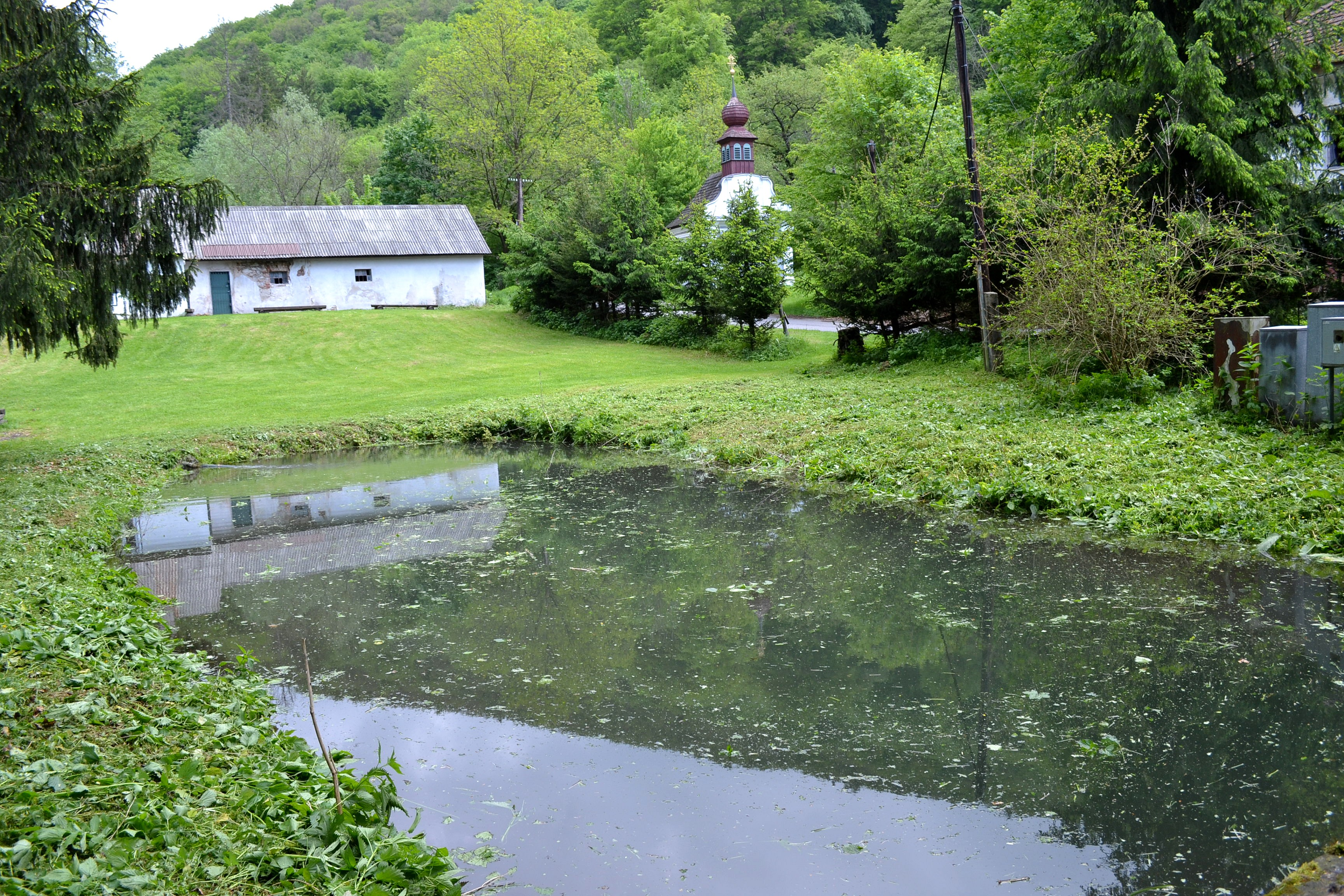
Teil des Werkareals, im Hintergrund die Erzengel-Michael-Kapelle

In der Ortslage Medené Hámre, am Ausfluss des Bachs Stupavský potok aus einem Tal namens Prepadlé (deutsch Maygraben) ließ Johann Mayer, Pressburger Bürgermeister und „Kupferhammerschmiedt“, ein Kupferhammerwerk sowie Schmieden zur Herstellung von Kupfergeschirr und -waren errichten. Nach Angaben des Werks „Commentarium de rebus Ungaricis Libri XIII“ von Gabriel Kolinovič nahm das Werk im Jahr 1719 seine Arbeit auf. Die Tradition setzte sich unter Johann Mayers Erben fort und das Werk war als „Kupferhammerschmiedt Meister aus Maygraben“ bekannt, dessen letzte schriftlich Erwähnung im Jahr 1819 war.
Der Pressburger Kaupfmann Theodor Weisz erwarb 1858 das Kupferhammerwerk, das fortan als „Paulensteiner Kupferhammer und Walzwerke Theodor Weisz u. Erben“, nach der Erweiterung in den 1880er Jahren um das gepachtete Kupferhammerwerk bei der Burg Červený Kameň als „Paulensteiner und Biebersburger Kupferhammer u. Walzwerke Theodor Weisz, Inhaber Ladislaus v. Weisz“ firmierte. Theodor Weisz’ Sohn Ladislaus erhielt das Adelsprädikat „von Borostyánkői“. Das prosperierende Werk stellte kurz nach dem Beginn der Weltwirtschaftskrise gegen 1930 seine Arbeit ein und die meisten Gebäude wurden dem Erdboden gleichgemacht. Zu den noch bestehenden Gebäuden gehören das Herrenhaus, die zum Pferdestall umgebauten Wohnungen sowie die barocke Erzengel-Michael-Kapelle.

### Ortsname
Der heutige Name Borinka bedeutet so viel wie „Kieferndorf“, ist aber aus dem ungarischen Wort Borostyánkő abgeleitet, dort mit der Bedeutung „Bernstein“.

## Bevölkerung
| Jahr                | 1994 | 2004     | 2014     | 2024     |
| ------------------- | ---- | -------- | -------- | -------- |
| Anzahl der Personen | 426  | 512      | 732      | 904      |
| Unterschied         |      | +20,18 % | +42,96 % | +23,49 % |

| Jahr                | 2023 | 2024    |
| ------------------- | ---- | ------- |
| Anzahl der Personen | 915  | 904     |
| Unterschied         |      | −1,20 % |

Nach der Volkszählung 2011 wohnten in Borinka 628 Einwohner, davon 591 Slowaken, sechs Magyaren, fünf Tschechen, vier Russen sowie jeweils ein Jude, Rom und Serbe. Zwei Einwohner gaben eine andere Ethnie an und 17 Einwohner machten keine Angabe zur Ethnie.
374 Einwohner bekannten sich zur römisch-katholischen Kirche, 11 Einwohner zur Evangelischen Kirche A. B., fünf Einwohner zur griechisch-katholischen Kirche, jeweils vier Einwohner zu den Brethren und zur orthodoxen Kirche, jeweils zwei Einwohner zur Bahai-Religion und zur tschechoslowakischen hussitischen Kirche sowie jeweils ein Einwohner zu den Mormonen, zur altkatholischen Kirche und zur Pfingstbewegung; vier Einwohner bekannten sich zu einer anderen Konfession. 171 Einwohner waren konfessionslos und bei 48 Einwohnern wurde die Konfession nicht ermittelt.

## Sehenswürdigkeiten

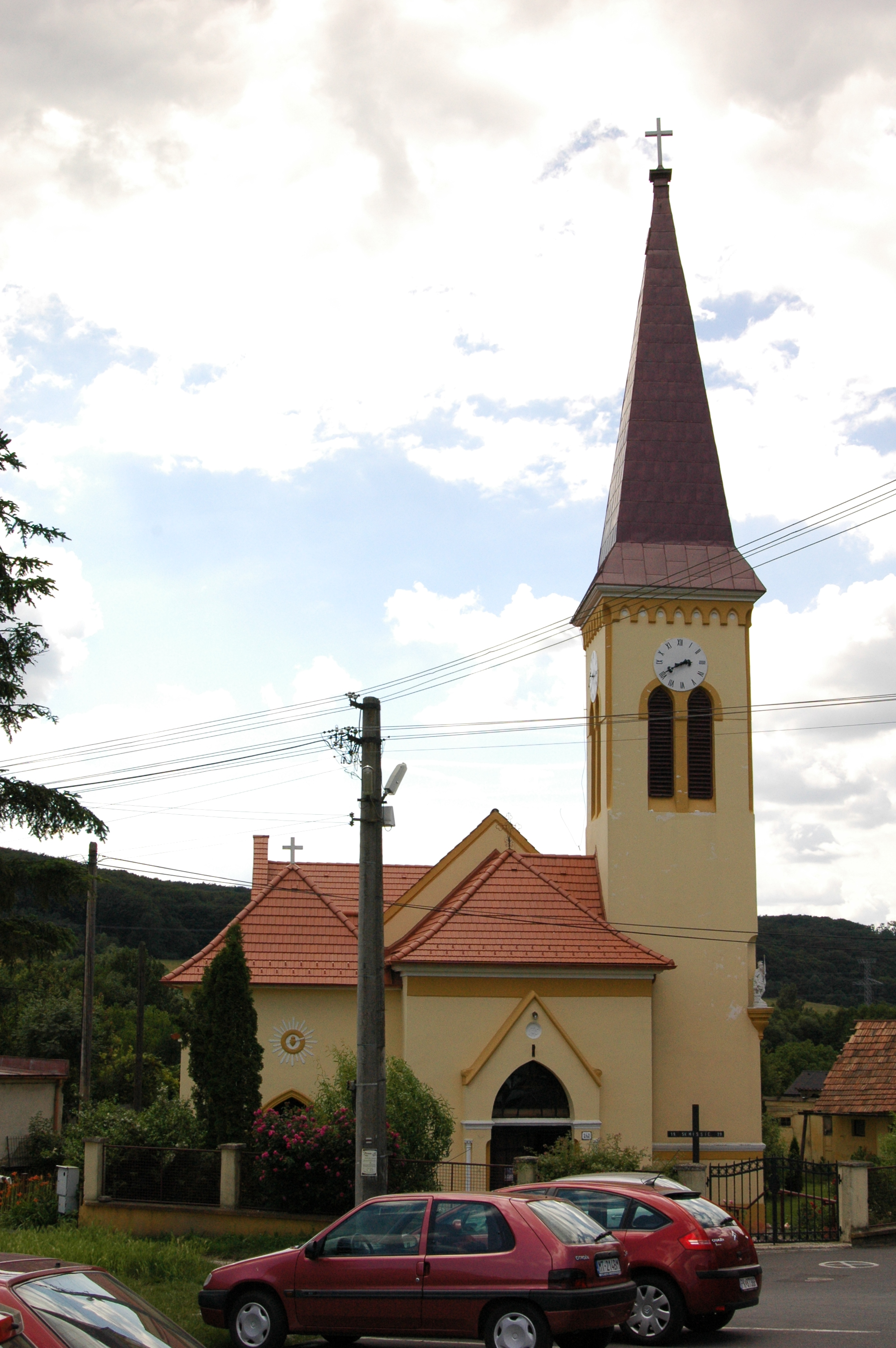
Herz-Jesu-Kirche in der Ortsmitte

- Ruinen der Burg Ballenstein nördlich des Ortes
- römisch-katholische Herz-Jesu-Kirche aus dem Jahr 1864
- Kapelle der Dreifaltigkeit aus dem Jahr 1750
- Erzengel-Michael-Kapelle in der Ortslage Medené Hámre
- Reste der Burg Dračí hrádok (Drachenburg), im 15. Jahrhundert zerstört

## Söhne und Töchter der Gemeinde
- Michal Bubnič, Bischof von Rožňava